# Hamster & Gretel
Hamster & Gretel è una serie animata statunitense del 2022 prodotta dalla Disney Television Animation. La serie è stata creata da Dan Povenmire ed è viene trasmessa sul canale statunitense Disney Channel dal 22 agosto 2022. A marzo 2023 viene rinnovata per una seconda stagione. In Italia la serie viene distribuita su Disney + dal 12 aprile 2023.

## Trama
Un ragazzo di 16 anni di nome Kevin deve lavorare con sua sorella Gretel quando lei e il suo criceto ricevono dei superpoteri dagli alieni e diventano una coppia di supereroi dedita a proteggere la loro città.

## Episodi
| Stagione         | Episodi | Prima TV USA  | Prima TV Italia |
| ---------------- | ------- | ------------- | --------------- |
| Prima stagione   | 30      | 2022-2023     | 2023-2024       |
| Seconda stagione | 20      | 2024-in corso | 2025            |

## Personaggi

### Personaggi principali
- Gretel Grant-Gomez
- Kevin Grant-Gomez
- Hamster